# La Légion de la terreur
La Légion de la terreur est le premier tome de La Guerre des démons, série de fantasy écrite par Raymond Elias Feist.
Le livre est sorti le 18 février 2011 aux éditions Bragelonne.

## Résumé
À l'autre bout de l'univers un peuple d'elfes fiers et belliqueux les Taredhels sont au point d'être submergés par une légion démoniaque.
Une seule solution leur reste, retrouver « home » la planète mythique à l'origine de leur peuple. C'est ainsi qu'ils rejoignent Midkemia bien décidés à réclamer leur héritage. Mais c'est sans compter que cette planète est déjà peuplée, d'elfes, de nains, d'humains et d'êtres puissants comme Thomas l'ex valheru et ses amis magiciens du port des étoiles.

## Personnages
Les personnages principaux sont :
- Pug Magicien
- Miranda Femme de Pug et magicienne
- Magnus fils de Pug et Magicien
- Amirantha, warlock démoniste
- Brandos amis de Amirantha
- Sandreena, chevalier-inflexible de l'ordre du Bouclier
- Gulamendis, démoniste Taredhel
- Laromendis, illusionniste Taredhel
- Tomas
- Kaspar d'Olasko
- Jommy

## Sources
- Le site officiel de Raymond E. Feist
- Le site des éditions Bragelonne
- Forum Les chroniques de Krondor (inscription requise)